# Montaigut-le-Blanc (Puy-de-Dôme)
Montaigut-le-Blanc település Franciaországban, Puy-de-Dôme megyében. Lakosainak száma 923 fő (2022. január 1.). Montaigut-le-Blanc Ludesse, Champeix, Clémensat, Grandeyrolles, Olloix, Saint-Floret, Saint-Nectaire és Saint-Diéry községekkel határos.

## Népesség
A település népességének változása:
| Lakosok száma | 825  | 848  | 877  | 864  | 869  | 875  | 891  | 907  | 923  |
|               | 2013 | 2015 | 2016 | 2017 | 2018 | 2019 | 2020 | 2021 | 2022 |